# Pangrapta hylaxalis
Pangrapta hylaxalis är en fjärilsart som beskrevs av Walker 1858. Pangrapta hylaxalis ingår i släktet Pangrapta och familjen nattflyn. Inga underarter finns listade i Catalogue of Life.